# Dietrich Schiecke
Dietrich Schiecke, auch Schicke o. ä. († 1722), war ein deutscher Rittergutsbesitzer und Direktor der Stände des Stifts Merseburg.

## Leben
Dietrich Schiecke entstammte dem Adelsgeschlecht Schiecke, das bis in das 18. Jahrhundert die Adelspräposition von nicht benutzte. Er trat in den Dienst der Herzöge von Sachsen-Merseburg und wurde von den Ständen zum Stiftsdirektor gewählt. Schiecke besaß die Rittergüter Quetz, Ramsin sowie Lössen mit Züllsdorf. Letzteres Gut musste aufgrund von Schulden in der 1. Hälfte des 18. Jahrhunderts versteigert werden.

## Familie
Er heiratete Sophia Hedwig von Miltitz. Aus der Ehe gingen die Söhne Eustach Gebhard, Ernst Adolph und Moritz Damm hervor, von denen ersterer die Adelsfamilie fortsetzte.